# Karl Heinrich Frotscher

Karl Heinrich Frotscher

Karl Heinrich Frotscher (* 6. Mai 1796 in Weira; † 9. April 1876 in Freiberg) war ein deutscher Pädagoge und Philologe.

## Leben
Frotscher wurde 1796 in Wegra geboren. Im Jahr 1817 wurde er Collaborator in der Thomasschule zu Leipzig und 1819 Rektor des Schneeberger Lyceums. 1820 wurde er dann Lehrer an der Leipziger Nikolaischule und 1828 dessen Konrektor. Seit 1822 war er zudem Unterbibliothekar an der Ratsbibliothek Leipzig. Außerdem wurde er außerordentlicher Professor an der Universität Leipzig. 1835 übernahm er das Rektorat der Annaberger Lateinschule und 1843 das des Freiberger Lateinschule. 1865 ging er in den Ruhestand.
Er war Mitglied der Leipziger Polytechnischen und Deutschen Gesellschaft zur Erforschung der Deutschen Sprache und der Leipziger Ökonomischen Sozietät. Des Weiteren war er Ehrenmitglied des Königlich Sächsischen Philologischen Seminars in Leipzig und der Herzoglich Lateinischen Gesellschaft Jena sowie dessen Präses.
Sein Grab befindet sich auf dem Donatsfriedhof.

## Ehrungen
- 1859: Ritterkreuz des sächsischen Zivilverdienstordens
- 1867: Ehrenbürger der Stadt Freiberg

## Werke
- Xenophon: Hiero : recensuit et interpretatus est (1822). Digitalisat
- Marcus Fabius Quintilianus: Institutionum Oratoriarum Liber 10. Kommentiert von Karl Heinrich Frotscher. Hartmann, Leipzig 1826.